# Brachirus muelleri
 Brachirus muelleri és un peix teleosti de la família dels soleids i de l'ordre dels pleuronectiformes que es troba des de les costes de Sri Lanka fins a Samoa, Tonga, les Filipines i nord d'Austràlia.